# Kylie Wheeler
Kylie Wheeler, född 17 januari 1980, är en friidrottare från Australien. Hon deltog vid olympiska sommarspelen 2004 och olympiska sommarspelen 2008.